# Habitatge al carrer Raval, 64 (Cassà de la Selva)
L'Habitatge al carrer Raval, 64 és una obra del municipi de Cassà de la Selva (Gironès) inclosa en l'Inventari del Patrimoni Arquitectònic de Catalunya.

## Descripció
Es tracta d'un edifici urbà unifamiliar entre mitgeres amb cancell d'entrada i dues plantes. Destaquen la cornisa amb mènsules i barana que acaba el conjunt. En la planta baixa es torba arrebossat, tot imitant carreus de pedra concertada. Les mènsules presenten elements decoratius florals i figuratius.

## Història
Tipus constructiu molt característic de l'últim terç del s. XIX. En molts casos es relacionava amb l'esplendor de la indústria del suro.